# Prà Alpesina
Prà Alpesina è una località turistica invernale collocata nella zona nord occidentale del Monte Baldo, suddivisa tra i comuni di Malcesine e Avio, abitata da circa 180 persone.

## Geografia fisica
Situata ad un'altitudine di 1.518 m. s.l.m. Pra' Alpesina è la località più elevata del Baldo settentrionale
Si trova sull'altopiano dell'Alpesina: a ovest si innalza la Montagna dell'Alpesina e il colle di Codacrahc, a est il colle Dossioli; a sud della Montagna d'Alpesina inizia il gruppo del Monte Baldo con le sue cime aguzze.

## Ubicazione
Pra' Alpesina viene attraversata dalla strada provinciale Generale Graziani, da Sud si accede passando dal passo Novezza, situato a 1.620 m s.l.m., mentre da Nord ci si può arrivare: sia da Avio tramite la strada che risale la Val Aviana fino a località Pra Da Stua a 1.200 m s.l.m. e quindi sale fino a Pra' Alpesina. Da San Valentino, frazione di Brentonico, tramite due strade: una che scende fino in località Pra' Da Stua, l'altra che passa per il Passo Di Crer a 1.682 m s.l.m.
L'accesso a Pra' Alpesina da Sud, da Novezza, d'inverno non è funzionante, poiché il Passo Novezza è chiuso da novembre ad aprile per neve.

## Sci
Prà Alpesina è il primo comprensorio sciistico nato sul Baldo, due anni prima della Polsa, negli anni '30. Il primo skilift ad essere costruito fu lo skilift Falco, poi seguì lo skilift Pra' Alpesina e lo skilift Baby. Negli anni '50 viene poi costruito lo skilift Panorama, che scendeva dal colle di Codacrach verso il lago. Nel \1967 il lunghissimo skilift Pra' Alpesina fu sostituito da una seggiovia monoposto, mentre negli anni'70 fu ricostruito lo skilift Falco.
Nel 1962 venne costruita la funivia Malcesine - Monte Baldo, che collega il centro gardesano di Malcesine con il Passo Tratto Spino. Nello stesso anno nella zona del passo viene costruita dai gestori dello chalet Capannina la pista camposcuola Paperino. Alla fine degli anni '60 con la costruzione delle sciovia Colma e Pozza Della Stella, nasce la stazione sciistica di Passo Tratto Spino, gestita dalla Funivia di Malcesine, che, grazie allo skilift Pozza, si unisce a quella già esistente di Pra' Alpesina. Nel 2002 tutti gli impianti di Pra' Alpesina e Passo Tratto Spino, già con skipass unico e uniti sci ai piedi, passano, assieme alla funivia, sotto la gestione del consorzio Azienda Trasporti Funicolari Malcesine-Monte Baldo. Nel 2002 infine viene completamente rifatta la Funiva Malcesine - Monte Baldo : la nuova funivia, in due tronconi come la precedente, è la prima al mondo ad avere cabine rotanti di 360°. Costa oltre 70 milioni di euro e viene costruita dalla ditta austriaca "Holzl", oggi Doppelmayr. Dal 2002 inizia il rilancio della zona sciistica di "Pra Alpesina - Passo Tratto Spino" : nel 2008 viene sostituita la seggiovia monoposto "Pra' Alpesina" con una nuova quadriposto e la collaborazione con la stazione sciistica di Brentonico, Polsa - San Valentino: viene creato uno skipass valido per ambedue le stazioni sciistiche e un pulmino di collegamento tra Pra Alpesina e San Valentino. Nell'inverno 2009 - 2010 nasce il comprensorio unico Baldo Garda Supersky comprendente i comprensori di Pra' Alpesina e dell'Altopiano Di Brentonico.
Attualmente (2019) il comprensorio sciistico Brentonicoski e quello delle Funivie del Baldo sono distaccati e non esiste più la possibilità di spostarsi fra i due comprensori con un singolo skipass.

### Progetti futuri
sono in fase di preparazione alcuni progetti che verranno attuati nei prossimi anni in particolare:
- Costruzione di un nuovo impianto di innevamento artificiale che sfrutterà come fonte idrica il bacino artificiale di Pra Da Stua.
- Rifacimento dell'impianto Panorama, in fase di studio
- Il collegamento sci ai piedi, con il comprensorio sciistico di San Valentino: progetto dal costo di circa 40 milioni di euro che prevede la costruzione di una serie di impianti e piste da sci tra la località di Pra' Alpesina e la località di San Valentino: le piste e gli impianti, probabilmente due cabinovie, scenderanno, uno da San Valentino e uno da Pra Alpesina, nella Val Aviana fino in località Pra Da Stua.
- Seggiovia quadriposto Leitner ad ammorsamento fisso : Prà Alpesiana - Monte Baldo. La partenza è a quota 1.450 m s.l.m., mentre l'arrivo è a 1.890 m s.l.m. con un dislivello 440 metri e una lunghezza complessiva di 1.500 metri.
- Sciovia Nascivera - Panorama, attualmente dismessa e parzialmente demolita, verrà sostituita da una sciovia a quattro posti fissa. Partirà da 1.510 m s.l.m. per giungere dopo un dislivello di 390 metri e una lunghezza di 1.500 a 1.900 m s.l.m.
- Sciovia Graffer : Pozza della Stella. Partitrà da 1.700 m s.l.m. per arrivare a 1.890 m s.l.m. dopo un dislivello di 190 metri e una lunghezza di 1.077 metri.
- Sciovia Leitner : Colma, nel comprensorio passo Tratto spino. Parte da 1.700 m s.l.m. e prosegue per 750 metri, fino ad arrivare, dopo un dislivello di 100 metri a 1.800 m s.l.m.
- Sciovia Graffer : Paperino , comprensorio Tratto Spino. Partenza da 1.730 m s.l.m. e arrivo a 1.810 m s.l.m. dopo 600 metri di lunghezza e un dislivello di 80 metri.